# Сетфонтен (комуна)
Сетфонтен (люксемб. Simmer, фр. Septfontaines, нім. Simmern) — комуна Люксембургу. Входить до складу кантону Капеллен в окрузі Люксембург.

## Географія
Площа території комуни становить 14,96 км² (83-є місце за цим показником серед 116 комун Люксембургу).
Висота найвищої точки комуни над рівнем моря складає 391 метрів (68-е місце за цим показником серед комун країни), найнижчої — 247 метрів (61-е місце).

## Демографія
Станом на 2011 рік на території комуни мешкало 792 ос.
Динаміка чисельності населення:

## Адміністративний поділ
До складу комуни входять такі поселення:
| Поселення | Населення за даними переписів: | Населення за даними переписів: | Населення за даними переписів: |
| Поселення | на 31.03.1981                  | на 01.03.1991                  | на 15.02.2001                  |
| --------- | ------------------------------ | ------------------------------ | ------------------------------ |
| Грайш     | 103                            | 164                            | 211                            |
| Руд       | 101                            | 143                            | 210                            |
| Сетфонтен | 280                            | 317                            | 356                            |